# 云锦香属
云锦香属（学名：Nephoanthus）是野牡丹科的一属。

## 下属物种
本属包括以下物种：
- Nephoanthus nubigenus C.W.Lin, Luu & T.C.Hsu[2]
- Nephoanthus prostratus (C.Hansen) C.W.Lin & T.C.Hsu